# Mauro Nobilia
Mauro Nobilia (n. 1 aprilie 1947, Roma, Regatul Italiei – d. 10 februarie 2025) a fost un om politic italian, membru al Parlamentului European în perioada 1999-2004 din partea Italiei.